# Villoldo
Villoldo település Spanyolországban, Palencia tartományban. Villoldo Villamuera de la Cueza, Carrión de los Condes, Villalcázar de Sirga, Lomas, Revenga de Campos, San Cebrián de Campos, Manquillos és Paredes de Nava községekkel határos. Lakosainak száma 339 fő (2024).

## Népesség
A település népessége az elmúlt években az alábbi módon változott:
| Lakosok száma | 483  | 444  | 419  | 417  | 398  | 376  | 358  | 362  | 335  | 339  |
|               | 2001 | 2004 | 2007 | 2009 | 2012 | 2014 | 2017 | 2019 | 2022 | 2024 |